# تحولات سیاسی جمهوری ارمنستان
تحولات سیاسی جمهوری ارمنستان ۱۹۸۸–۲۰۱۳ میلادی کتابی است نوشته «ولی کوزه‌گر کالجی» که در زمستان ۱۳۹۳ منتشر شده است.
نویسنده در بخشی از یادداشت خود در ابتدای کتاب می‌نویسد:
«تصورات نادرست و کلیشه‌های ذهنی که به آن اشاره شد تنها مشکلات حوزه مطالعات تحولات جامعه ارمنستان در کشورمان نیست. در بسیاری از پژوهش‌ها و مقالات تحلیلی-خبری، اشتباهات سهوی فراوانی در تلفظ و نگارش نادرست بسیاری از اسامی شخصیت‌های سیاسی ارمنستان مشاهده می‌شود که به دلیل تکرار بسیار فراوان به صورت «غلط مصطلح» از آن در منابع مختلف فارسی استفاده می‌شود؛ موارد یاد شده تنها نمونه‌هایی از ده‌ها اشتباهات و نواقصی است که در مطالعه برخی از پژوهشی‌ها و تحلیل‌های صورت گرفته در کشورمان در حوزه مسائل سیاسی ارمنستان به چشم می‌خورد که حاکی از عدم شناخت دقیق و درست از روند تحولات سیاسی این کشور است. ارمنستان که ارامنه خود از آن به عنوان «هایاستان» یاد می‌کنند، در حالی وارد استقلال سیاسی و فرایند دشوار دولت-ملت سازی شد که به تعبیر گوستاو شلومبرگر، تاریخ آن مملو از دلاوری و تلاش و درد و رنج ملتی است که در کشمکش سلطه قدرت‌های بزرگ در پی حفظ هویت ملی و دینی خود بود. ارمنستان امروز وارث فرهنگ و تمدنی است که محصول تلفیق عوامل جغرافیایی، تاریخی، فرهنگی و تمدنی با تحولات فکری، اجتماعی و سیاسی یک سده اخیر می‌باشد. اکنون بیش از دو دهه از استقلال ارمنستان می‌گذرد و این کشور کوچک منطقه قفقاز جنوبی، فراز و نشیب‌های فراوان را پشت سر نهاده است. شکی نیست که جامعه ارمنستان، «جامعه در حال گذاری» است که پس از تحمل سده‌ها استبداد داخلی و خارجی و اندیشه اقتدارگرای تزاری و توتالیتر کمونیستی و عدم استقلال سیاسی، تنها دو دهه است که گام در مسیر دموکراسی و اصلاحات اجتماعی و اقتصادی نهاده است و هنوز مسیر دشواری را در روند دولت-ملت سازی مدرن در پیش نیاز دارد.»

## فصل‌ها
این کتاب مشتمل بر هفت فصل است؛
فصل اول: از کمونیسم تا ناسیونالیسم ارمنی؛ استقلال سیاسی ارمنستان
فصل دوم: نهادسازی و شکل گیری ساختار سیاسی جدید
فصل سوم: تحولات قره باغ
فصل چهارم: بحران و بی‌ثباتی سیاسی
فصل پنجم: دوران تثبیت و ثبات سیاسی
فصل ششم: بازگشت بحران و بی‌ثباتی سیاسی
فصل هفتم: بازگشت ثبات نسبی سیاسی

## دیباچه کتاب
کارن خانلری برای کتاب «تحولات سیاسی جمهوری ارمنستان» در دیباچه کتاب می‌نویسد:
«کتاب (تحولات سیاسی جمهوری ارمنستان) تألیف آقای ولی کوزه‌گر کالجی شاید معتبرترین و فراگیرترین منبع علمی در این باب باشد. منابع موجود فارسی در این زمینه عمدتاً به روز نبوده یا فاقد معیارهای لازم علمی اند. ویژگی بارزی که این اثر را در مقایسه با انواع مشابه خود برجسته می‌سازد؛ رهایی کامل مؤلف از «استریوتیپ» ها و پیشداوری‌های رایج در قبال برخی مقولات کلی و جزئی است. مفاهیم بسیاری در مورد رویدادها، فرایندها، جریان‌های سیاسی و حتی اسامی و عناوین مربوط به ارمنستان و ارمنیان، به دور از ذهنیات متداول، در بوته کنکاش کارشناسانه قرار داده شده و استدلال‌های گوناگون برای اثبات یا رد آنها مطرح و بررسی شده‌اند. از دیدگاه ماخذشناسی و از نظر وسعت به کارگیری همه‌جانبه منابع مختلف از جمله کتب، مونوگراف‌ها، مقالات علمی، نوشتارهای مطبوعاتی، مطالب شبکه‌ای و غیره، در مجموع، کار انجام گرفته در خور تقدیر است.»